# Gheorghiță Ștefan
Gheorghiță Ștefan (* 17. ledna 1986 Bukurešť) je rumunský zápasník–volnostylař.

## Sportovní kariéra
Zápasení se věnoval od 12 let v rodné Bukurešti. V klubu CS Rapid se pod vedením Cornela Zaharii specializoval na volný styl. V rumunské mužské reprezentaci se pohyboval od roku 2006 ve váze do 74 kg. V roce 2007 se pátým místem na mistrovství světa v Baku kvalifikoval na letní olympijské hry v Pekingu v roce 2008. V Pekingu prohrál v úvodním kole s reprezentantem Uzbekistánu Soslanem Tydžytym 0:2 na sety. Tydžyty ho však svým postupem do finále vytáhl do oprav, ze kterých se probojoval do boje o třetí místo proti reprezentantu Běloruska Muradu Gajdarovi. S Gajdarovem prohrál oba sety shodně 1:3 na technické body a obsadil 5. místo. V roce 2016 však nové analýzy vzorků z Pekingu usvědčily z dopingu jeho přemožitele z prvního kola Oseta Soslana Tydžytyho. Po jeho diskvalifikaci se posunul na třetí místo a získal bronzovou olympijskou medaili. V roce 2010 překonal vážné zdravotní problémy se zády. V roce 2012 a 2016 neuspěl na kvalifikačních turnajích pro start na olympijských hrách.

## Výsledky
| Turnaj             | 2004 | 2005 | 2006 | 2007 | 2008 | 2009 | 2010 | 2011 | 2012 | 2013 | 2014 | 2015 | 2016 |     |
| Turnaj             | 18   | 19   | 20   | 21   | 22   | 23   | 24   | 25   | 26   | 27   | 28   | 29   | 30   |     |
| Turnaj             | -66  | -66  | -74  | -74  | -74  | -74  | -84  | -84  | -84  | -84  | -86  | -86  | -86  | -86 |
| ------------------ | ---- | ---- | ---- | ---- | ---- | ---- | ---- | ---- | ---- | ---- | ---- | ---- | ---- | --- |
| Olympijské hry     | —    |      |      |      | 3.   |      |      |      | —    |      |      |      | —    |     |
| Mistrovství světa  |      | —    | —    | 5.   |      | —    | úč.  | úč.  |      | úč.  | úč.  | úč.  |      |     |
| Evropské hry       |      |      |      |      |      |      |      |      |      |      |      | úč.  |      |     |
| Mistrovství Evropy | —    | —    | úč.  | úč.  | úč.  | —    | 3.   | 3.   | 3.   | —    | úč.  | úč.  | úč.  |     |
| MS juniorů         |      | úč.  | úč.  |      |      |      |      |      |      |      |      |      |      |     |
| ME juniorů         | 5.   | 8.   | 2.   |      |      |      |      |      |      |      |      |      |      |     |